# TJ Rovinka

TJ Rovinka là một câu lạc bộ bóng đá Slovakia, đến từ thị trấn Rovinka. Câu lạc bộ được thành lập năm 1947.